# Жаворски, Жан-Филипп
Жан-Филипп Жаворски (фр. Jean-Philippe Jaworski; род. в 1969 год)— французский писатель жанра фэнтези и автор нескольких образовательных ролевых игр.

## Биография
Жан-Филипп Жаворски получил филологическое образование на факультете «Современные языки и литература» во французском гуманитарном университете «Нанси II» в Лотарингии. В настоящее время он работает учителем французского языка в лицее Нотр-Дам Сан-Сигизбер в Нанси.
Интерес к фэнтези пришёл к автору ещё в детстве через мифы и произведения Джона Рональда Руэла Толкина, которыми он сильно восхищался. Толкин произвёл на Жаворски сильное впечатление, и он впоследствии неоднократно обращался к его творчеству в своих работах. В интервью, данном литературному интернет-порталу «Психовизьон», Жан-Филипп Жаворски так описывает свой интерес к фэнтези: 

«Читая «Властелина колец», я открыл для себя то, что Толкин называл волшебством, то есть создание «вторичного мира», в который могут проникнуть, как автор, так и читатель. […] К слову сказать, я вижу фэнтези, как переходное пространство между историей, мифом и коллективным бессознательным. Пусть даже фэнтези не является картиной, с точностью отображающей общество и историю, оно, тем не менее, может выразить антропологическую действительность. И это одно из направлений моей работы, которому я пытаюсь следовать в этом жанре. Однако, фэнтези для меня – это, прежде всего, увлекательное поле игры»
.

## Сочинения
В 2007 году он публикует свой первый сборник рассказов – «Жануа Вера» (фр. Janua Vera), появившийся в издательстве «Мутон электрик»  и привлёкший внимание критиков. Книга вышла ограниченным тиражом и разошлась за три года. Впоследствии, она несколько раз переиздавалась различными издательствами фантастической литературы. Этот сборник получил премию сайта «Кафар космик» в 2008 году. В 2009 году автор издал свой первый роман — «Выиграть войну» (фр. Gagner la guerre), получивший премию «Имажиналий» того же года в номинации «лучший французский роман» и впоследствии принёсший ему известность и ставший бестселлером.  Действие этих произведений происходит в «Старом Королевстве», фантастическом мире, вдохновлённом романами «плаща и шпаги» и историческими романами эпохи итальянского Возрождения.
Вот что говорит Жан-Филипп Жаворски о своём творчестве до написания романа «Всё равно не умер»: 

«Что касается моей литературной деятельности, я сказал бы, что я би-полярен. Я получил классическое литературное образование и, ещё будучи подростком, заинтересовался ролевыми играми. Я всегда писал сценарии к ролевым играм, и, конечно же, я начал с них. Только после этого я начал публиковать художественные произведения, однако, на самом деле, я всегда руководствовался этими двумя видами деятельности. […] В событиях, описываемых в «Жануа Вера», и позднее в «Выиграть войну» я, прежде всего, описывал игру. Я создал этот мир для моих игроков, и чтобы они могли в нём ориентироваться, я придумал ряд узнаваемых для них понятий – город, феодальную провинцию, республику итальянского типа, варварские просторы по образу шотландских «хайлендс» или территорий Священной Германской Империи средних веков»
 .
На данный момент Жаворски является автором около десятка рассказов, посвящённых «Старому королевству», среди которых, например, «Третья ипостась» («La Troisième Hypostase»,  изд. «Мнемос» , 2010 г.), «Опустошение» («Désolation», изд. «Мнемос», 2011 г.), «Чувство стали» («Le sentiment de fer», изд. «Элиос», 2015 г.) и др. Однако, кроме «Старого королевства», внимание автора также привлекали, к примеру, Древняя Греция или Средневековая Европа в таких рассказах, как «Те, кто держится тени» («Celles qui marchent dans l’ombre», изд. «Л'Оксимор», 2004 г.), «Приквел» («Préquelle», изд. «АктюСФ», 2009 г.) или «Кеннингар» («Kenningar», изд. «Фолио СФ», 2010 г.).

## Ролевые игры
Карьера Жаворски началась с создания ролевых игр. В 2000 году он выпустил любительскую ролевую игру  «Третичный век» (фр. Tiers Age), основанную на мире «Властелина колец» Толкиена. В 2005 году он опубликовал историческую ролевую игру «Те деум за резню» (фр. Te Deum pour un massacre), действие которой происходит во Франции во времена гугенотских войн XVI века. Он также является автором сценариев к двум другим ролевым играм «Голодный, как волк» (фр. Faim de loup, 2003) и «Париж осаждённый (1562)» (фр. 1562 : Paris assiégé, 2006), сотрудничая с французским журналом «Казус белли». Продолжая сотрудничество с различными литературными газетами и журналами, Жаворски написал нескольких критических статей на тему фэнтези и научной фантастики, таких как «Властелин колец: искушение зла» для журнала «Казуз белли» (номер 18, часть 2, 2003 год), «Властелин колец: мифопоэтический роман» для журнала «Бифрост» (номер 76, 2014 год) или «Игровое начало и научная фантастика» для журнала «Йеллоу субмарин»  (номер 134, 2009 год).